# Montagnes russes assises

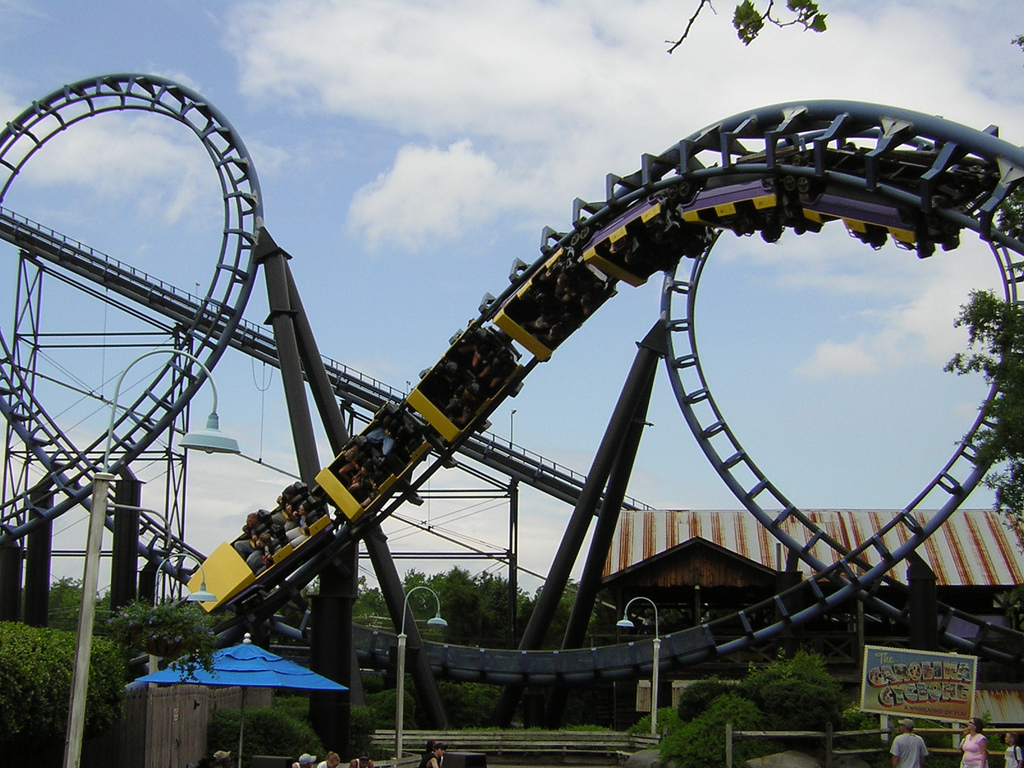
Carolina Cyclone, montagnes russes assises de Arrow Dynamics à Carowinds.

Les montagnes russes assises sont une catégorie de montagnes russes où les rails se trouvent sous le véhicule et où les passagers sont assis dans des wagons. Elles peuvent comporter ou non des inversions et être aussi bien en bois, en métal, ou même hybrides.

## Histoire
Les premières montagnes russes ont toutes été en position assise.

### Exceptions
Ne sont pas considérées comme montagnes russes assises :
- les montagnes russes inversées
- les montagnes russes à véhicules suspendus
- les montagnes russes volantes
- les montagnes russes bobsleigh
- les montagnes russes quadridimensionnelles
- les montagnes russes debout
- les montagnes russes pipeline

## Attractions de ce type
- Alpina Blitz à Nigloland
- Anubis The Ride à Plopsaland De Panne
- Bandit à Movie Park Germany
- Big Grizzly Mountain Runaway Mine Cars à Hong Kong Disneyland
- Blue Fire à Europa-Park
- Calamity Mine à Walibi Belgium
- Dragon Khan à PortAventura Park
- Goudurix au Parc Astérix
- Joris en de Draak à Efteling
- Famous Jack à Bagatelle
- Rock 'n' Roller Coaster au Parc Walt Disney Studios  et Disney's Hollywood Studios
- Seven Dwarfs Mine Train au Magic Kingdom
- Shambhala à PortAventura Park
- Space Mountain au Parc Disneyland , Tokyo Disneyland , Hong Kong Disneyland , Magic Kingdom et Disneyland
- Xpress: Platform 13 à Walibi Holland

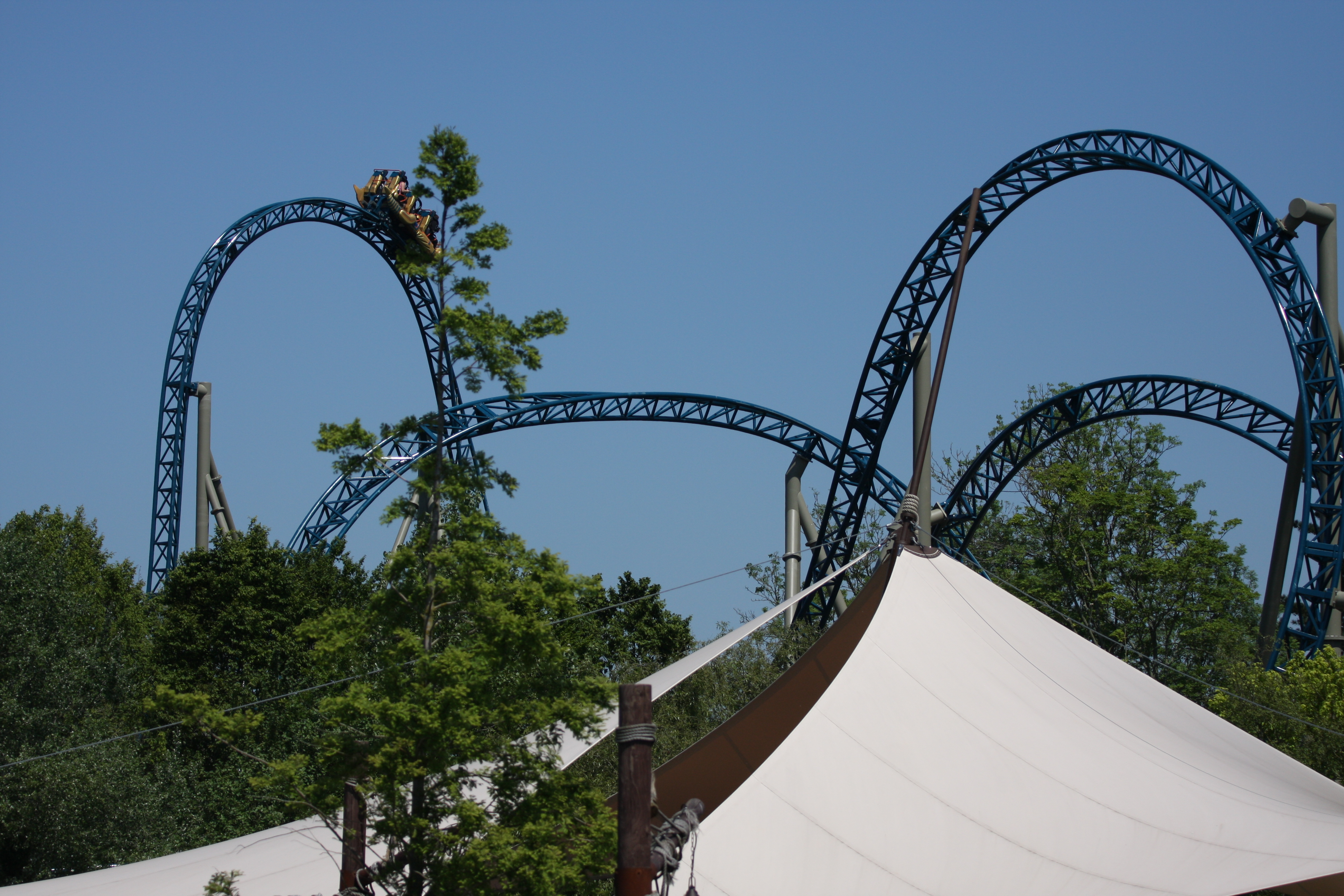
Anubis The Ride
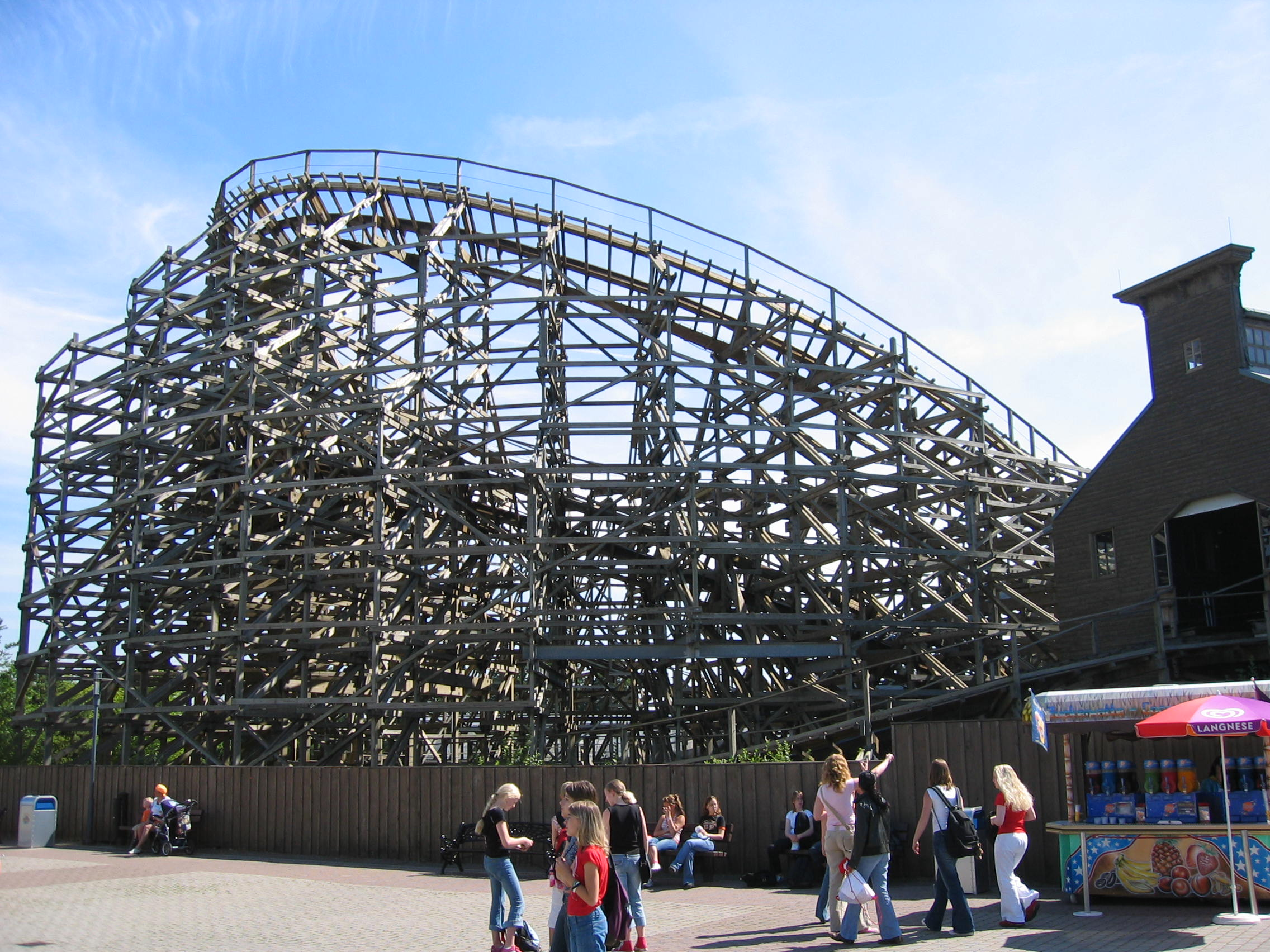
Bandit
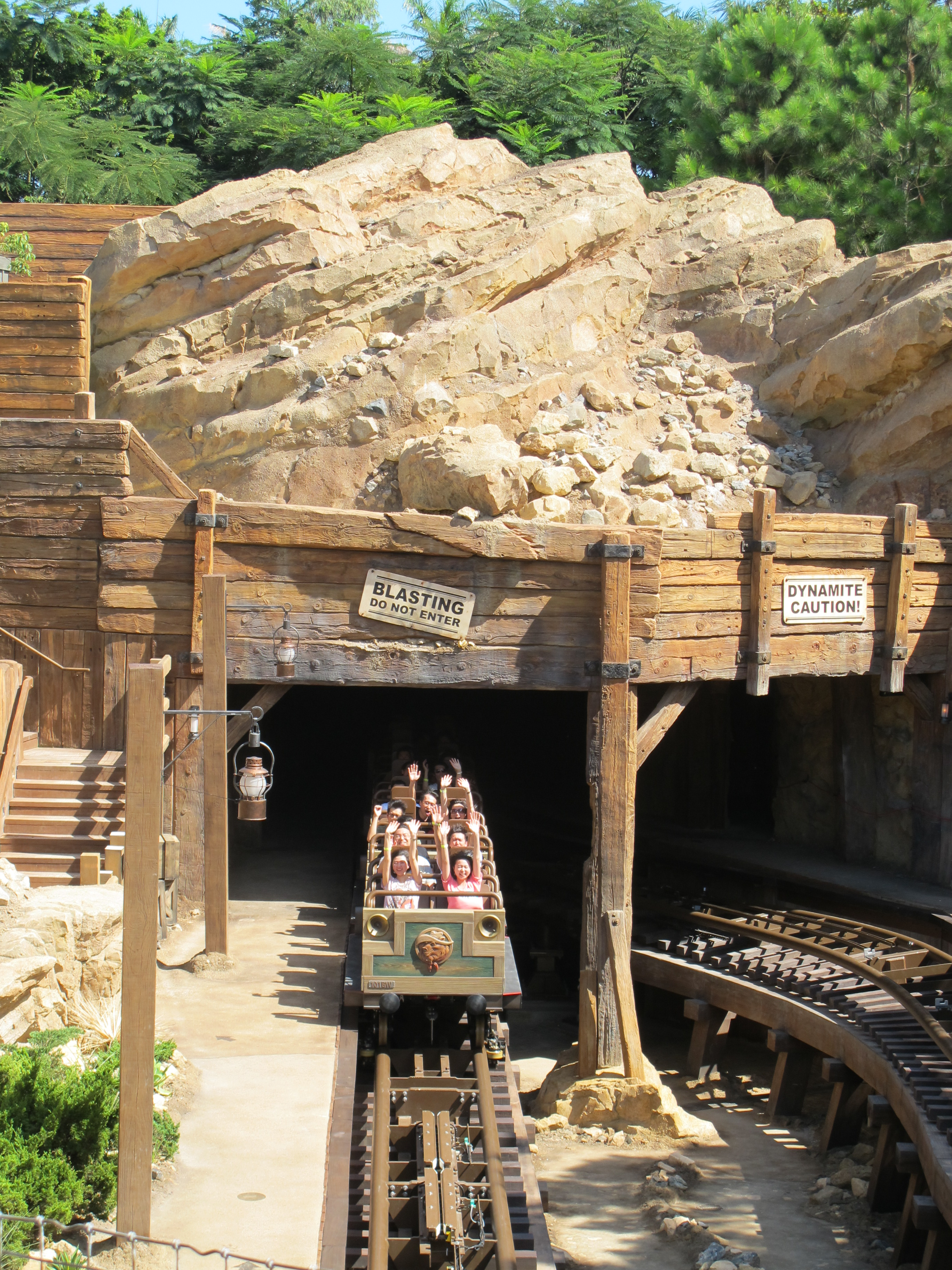
Big Grizzly Mountain Runaway Mine Cars
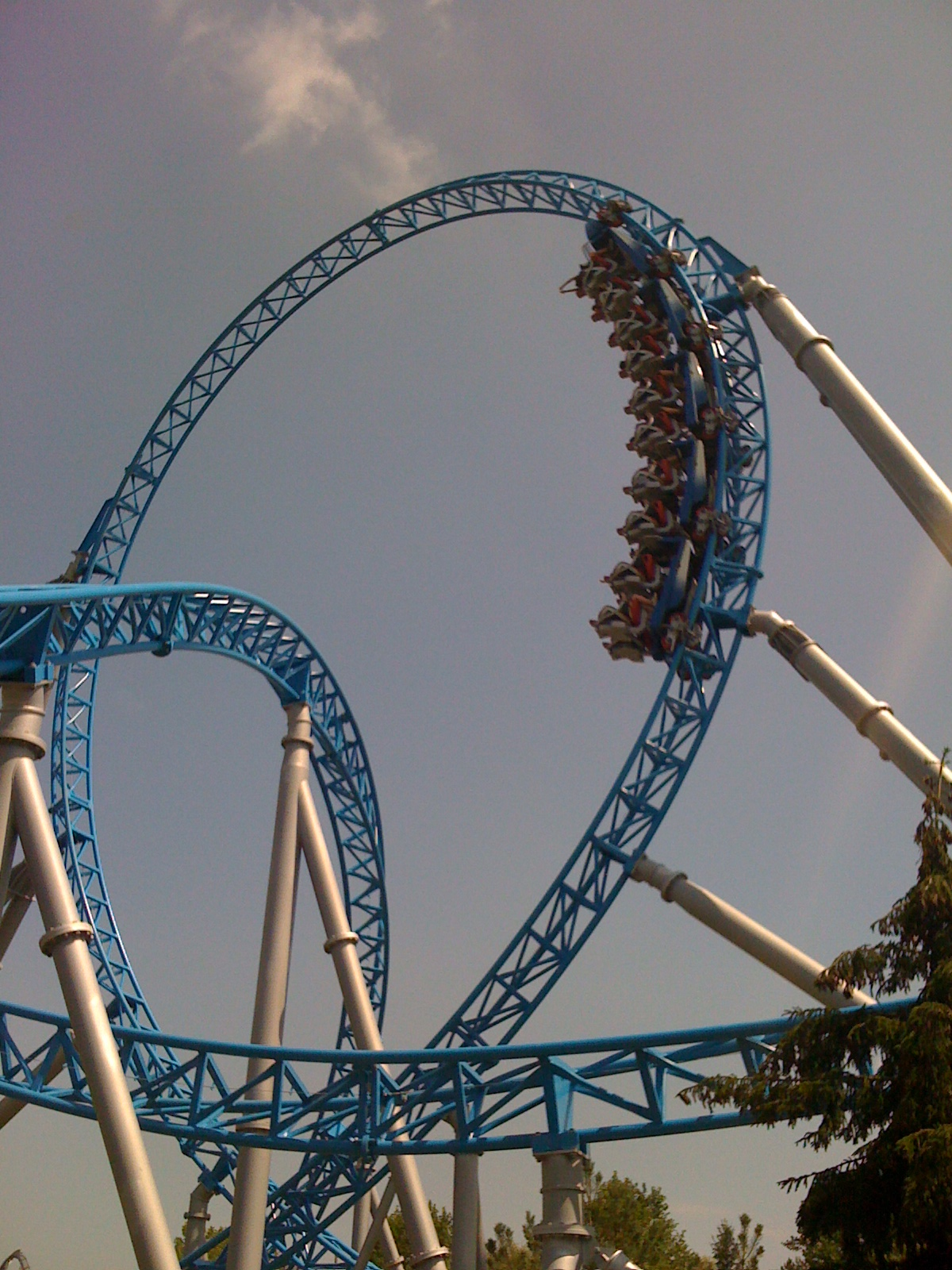
Blue Fire Megacoaster
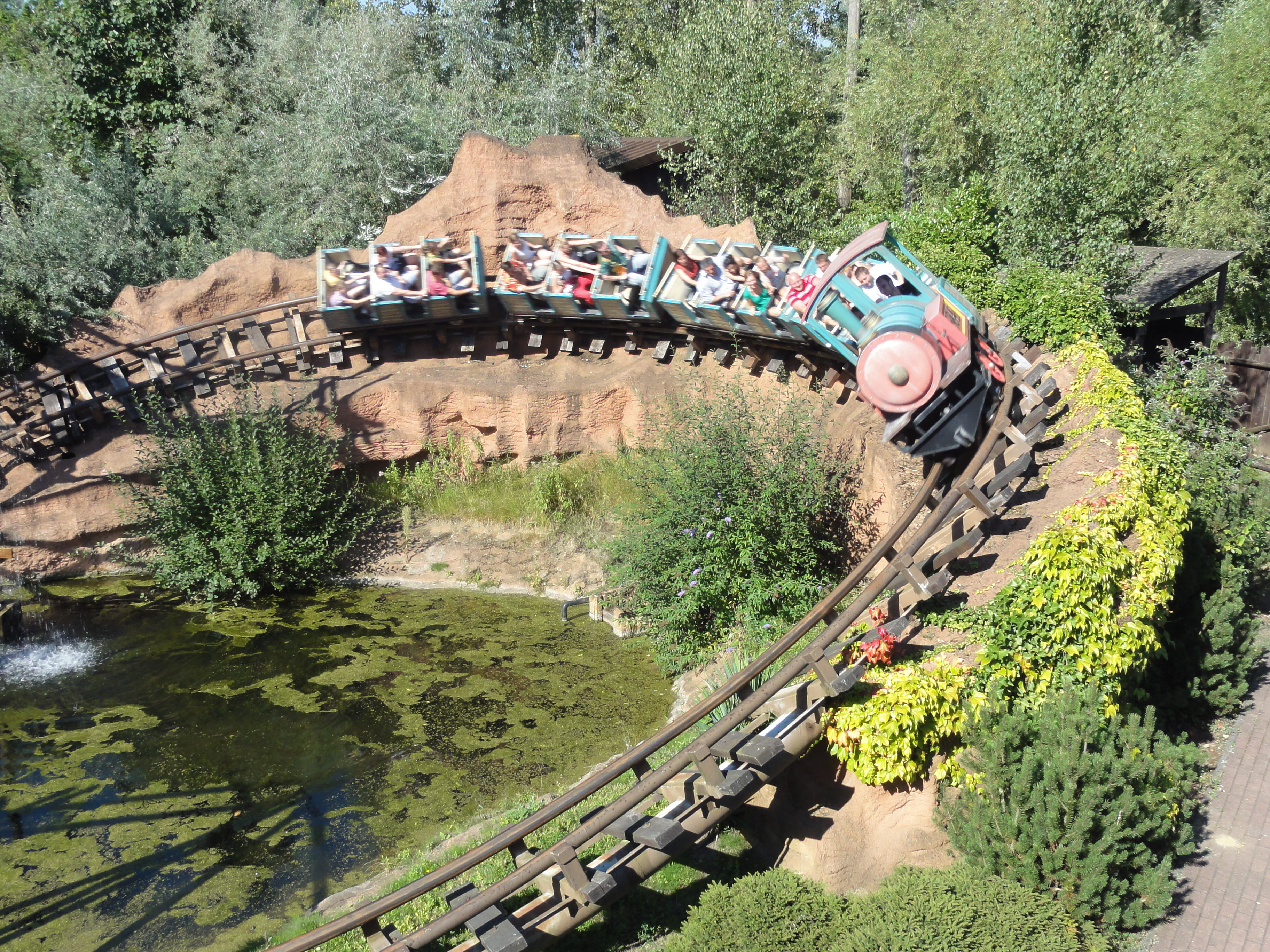
Calamity Mine
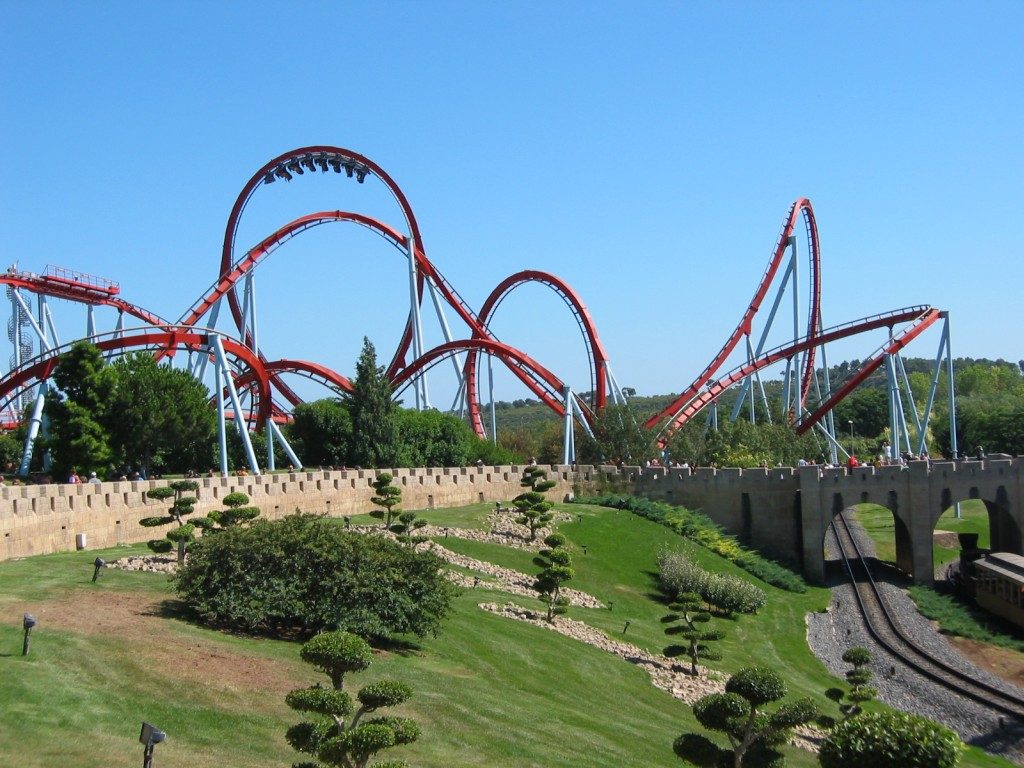
Dragon Khan
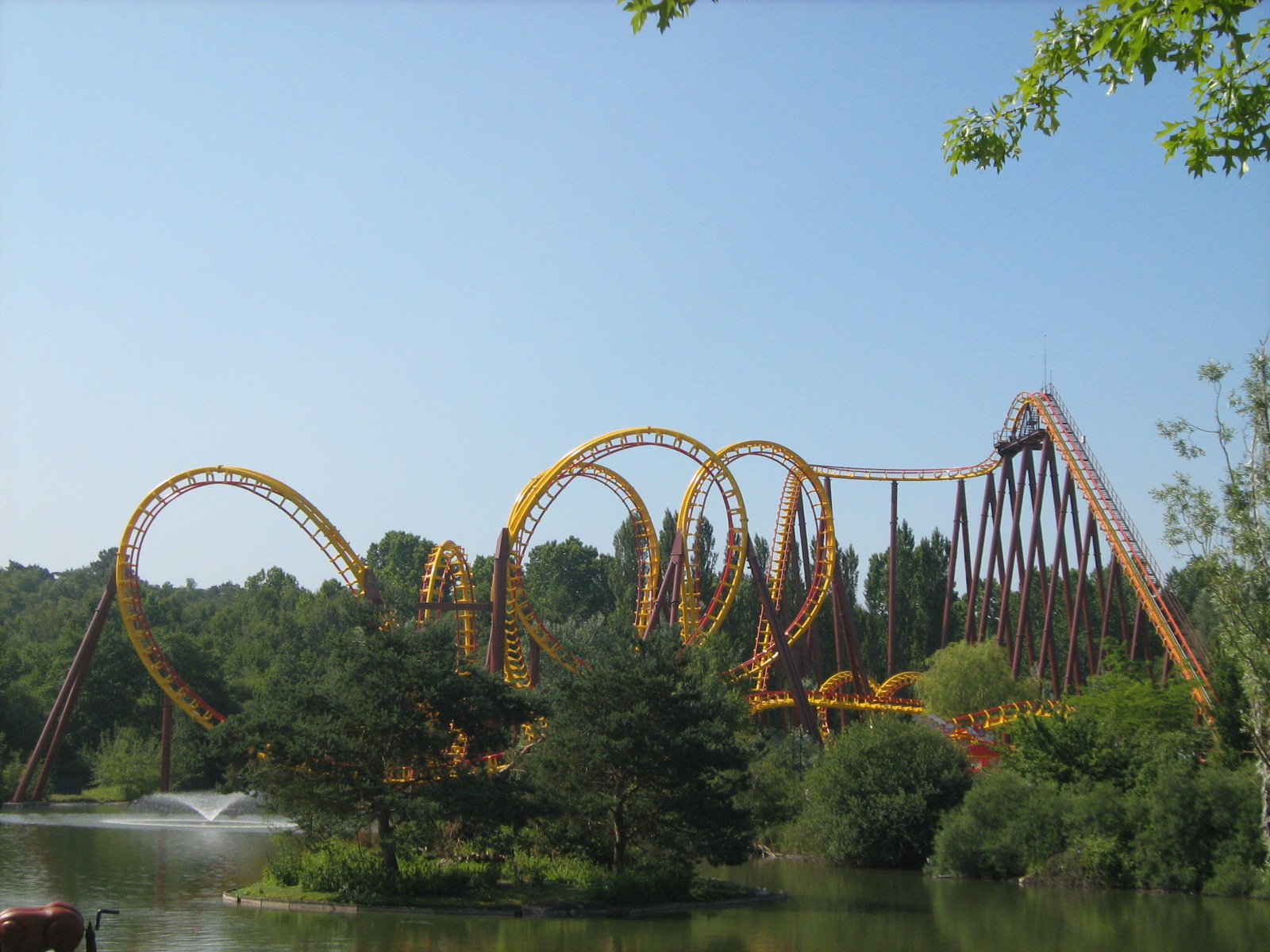
Goudurix
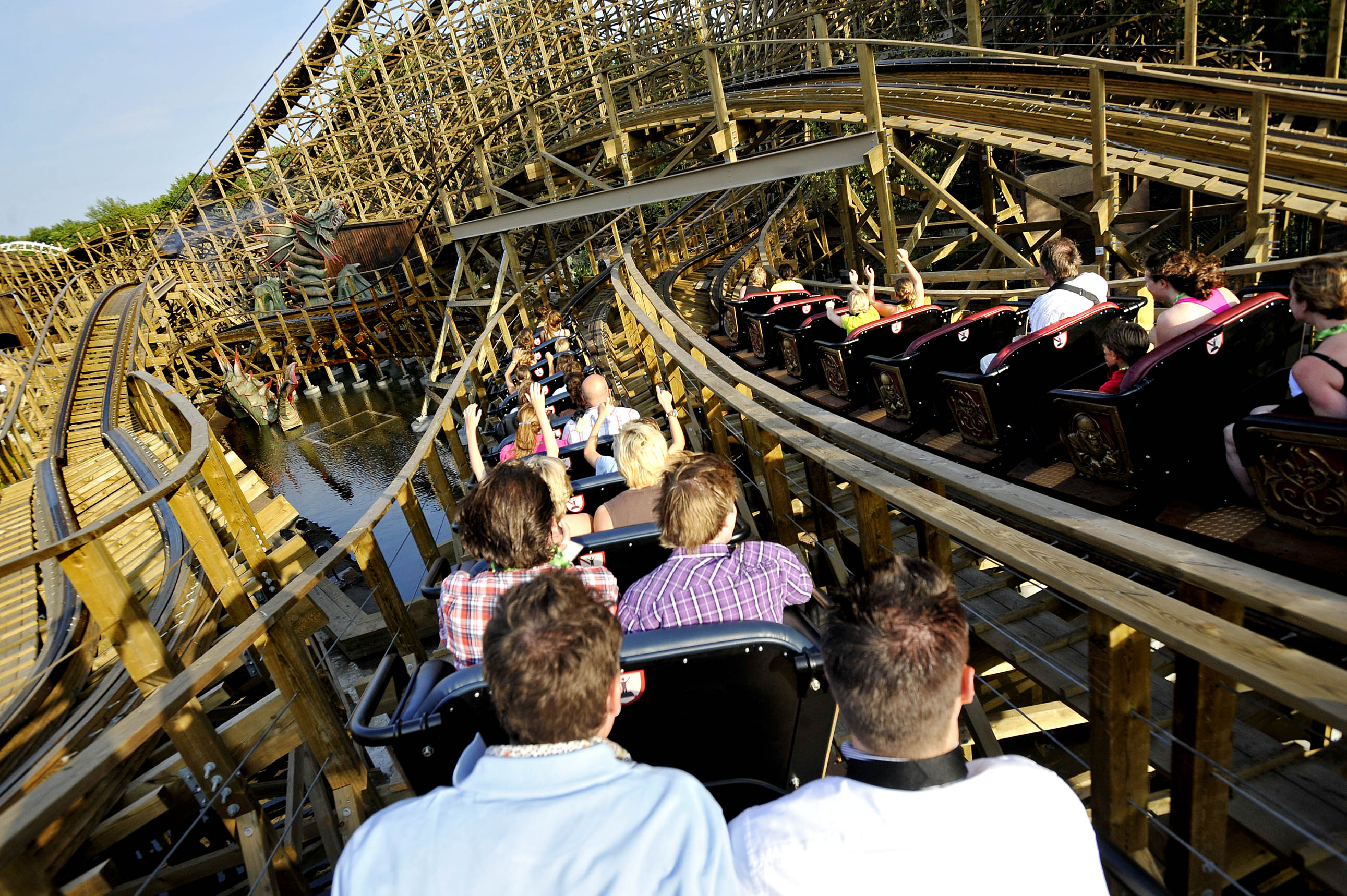
Joris en de Draak
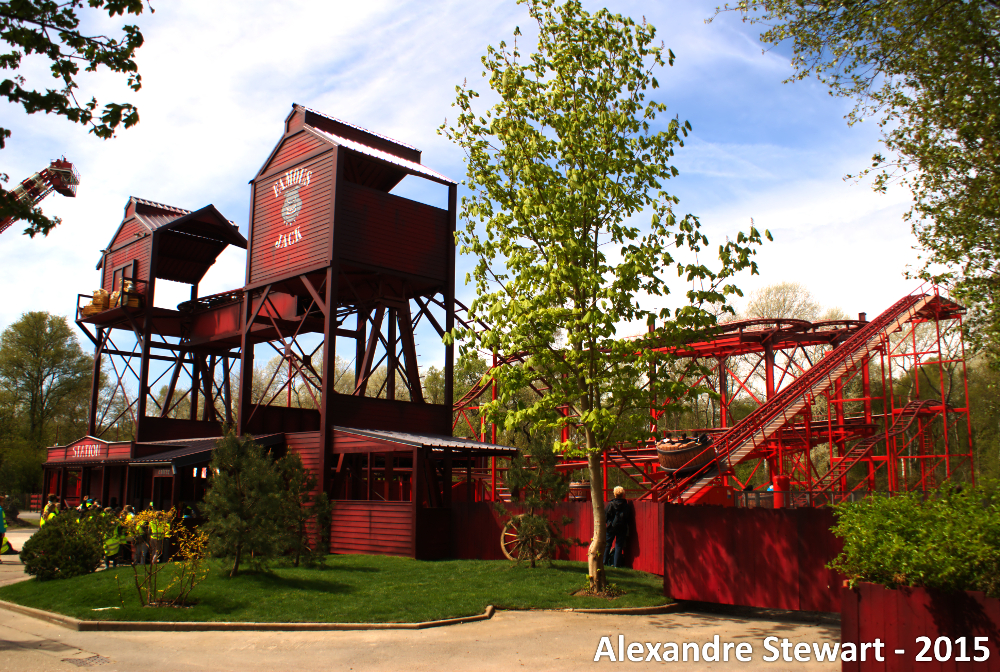
Famous Jack
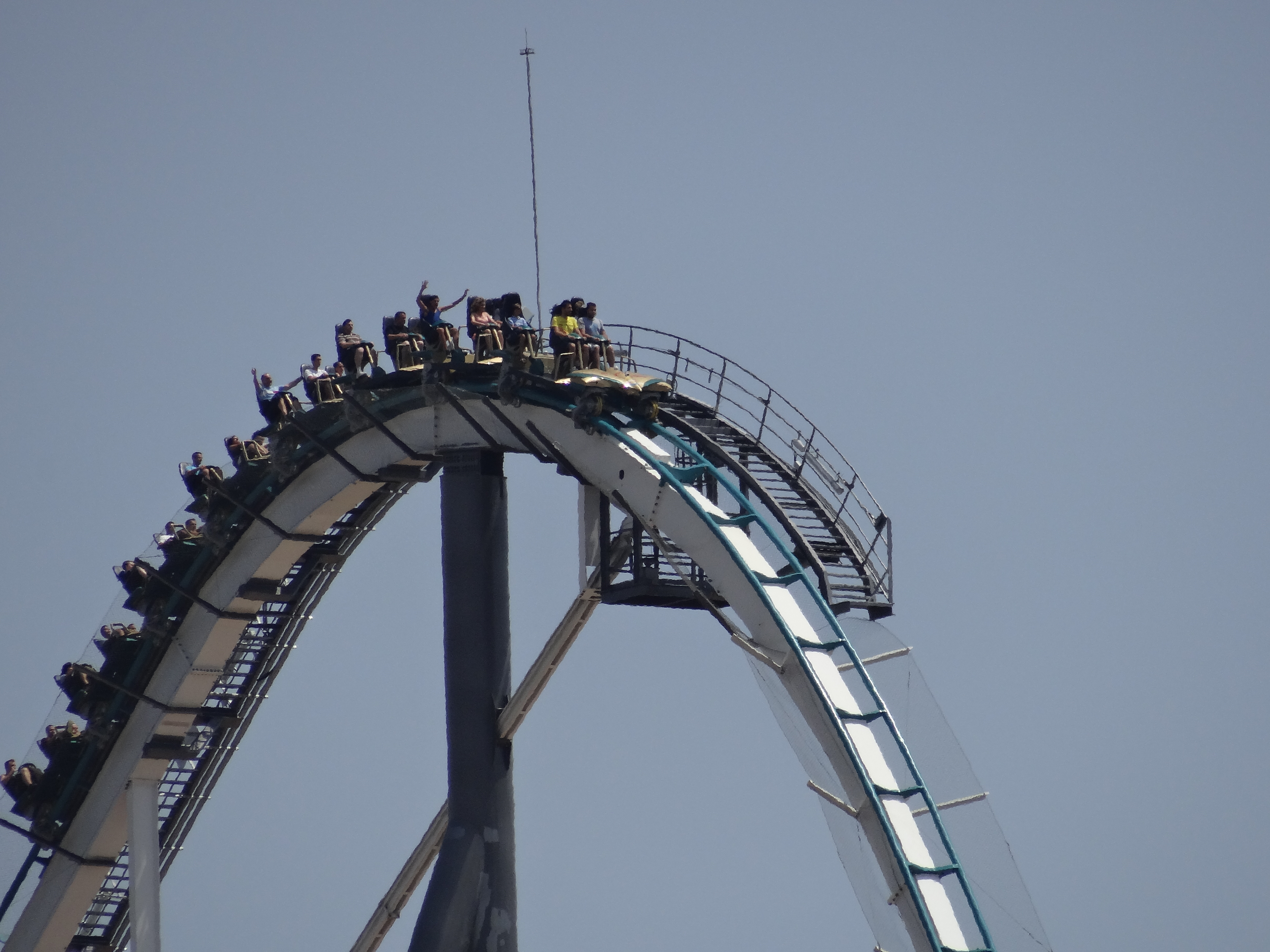
Shambhala
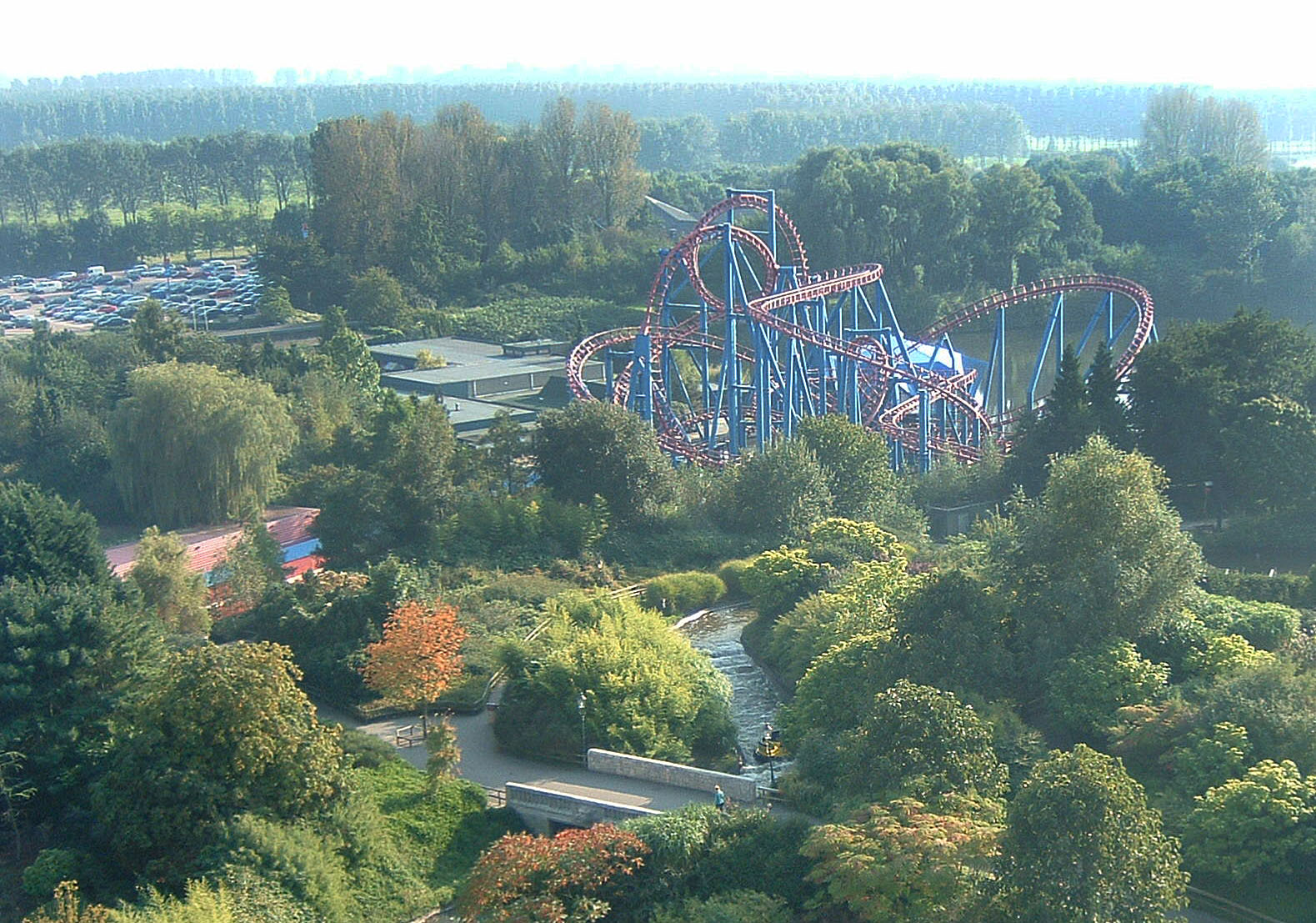
Xpress: Platform 13